# Rekomendacja inwestycyjna
Rekomendacja inwestycyjna – oznacza informacje rekomendujące lub sugerujące strategię inwestycyjną, w sposób wyraźny lub dorozumiany, dotyczące jednego lub kilku instrumentów finansowych lub emitentów, obejmujące każdą opinię na temat obecnej lub przyszłej wartości lub ceny takich instrumentów, przeznaczone dla kanałów dystrybucyjnych lub opinii publicznej.